# Apple Industrial Design Group
Apple Industrial Design Group (IDg) es la rama de diseño industrial de la compañía Apple Inc, responsable de diseñar la apariencia de todos los productos de Apple.

## Historia
El diseño industrial de Apple se estableció en abril de 1977 cuando Steve Jobs contrató a Jerry Manock para diseñar la caja del Apple II. Jobs estaba interesado con el diseño y el estilo, se rumoreaba que se quedaba en electrodomésticos en Macy's para la inspiración y junto con Manock estableció establecer el lenguaje de diseño que sería utilizado por Apple para los próximos 10 años.
Además de Apple II, Manock llegó a manejar Apple Design Guild, que consistía en una banda suelta de diseñadores internos, entre ellos Bill Dresselhaus-responsable de la Lisa-y Rob Gemmell-responsable de la Apple II y IIc. Fue de este grupo que surgió un proyecto llamado "Blanca Nieves". La importancia que Jobs puso en la apariencia llevó al deseo de comenzar la búsqueda de un diseñador de "clase mundial" para darle a Apple un lenguaje de diseño uniforme. Fue sugerencia de Manock que se hiciera un concurso y procedió a solicitar a los diseñadores de las páginas de revistas

### Reforma
A principios de los años noventa, Apple descubrió que el lenguaje de Blancanieves que les había servido tan bien durante los años 80 estaba siendo copiado por sus competidores genéricos de PC de IBM, haciendo que Apple perdiera parte de su identidad única.
Con el alejamiento del diseño de la rana, Apple eligió traer todo el diseño industrial en casa creando el Grupo de Diseño Industrial de Apple, encabezado por Robert Brunner excepto proyectos de diseño de dispositivos portátiles de computadora dirigidos por Kazuo Kawasaki. Aunque muchos de los nuevos diseños reflejaron el legado del lenguaje Snow White de Esslinger, el nuevo grupo de diseño comenzó a moverse rápidamente en su propia dirección, lo que se puede ver claramente en productos emblemáticos como el Macintosh Color Classic . La lista de diseños innovadores que claramente definió los productos de Apple continuaron en el mercado a través de los años 90.

### Regreso de Steve Jobs
El regreso de Steve Jobs en 1997 marcó el comienzo de una nueva era para el diseño de Apple y el nombramiento del diseñador Jonathan Ive, basado en el estilo curvilíneo desarrollado durante los 7 años anteriores e infundiéndolo con colores vibrantes y detalles translúcidos. El lanzamiento del iMac en 1998 también se basó en algunos de los elementos emblemáticos del Macintosh original, como el formato todo en uno y el mango montado en la parte superior.
El lenguaje de diseño actual adoptado por Apple se puede dividir en dos aspectos: un esquema de color blanco o negro, generalmente con una textura brillante y casos de plástico; Y un aspecto de aluminio y vidrio pulido. El primero se utiliza exclusivamente para productos de consumo, como el MacBook y el iPod, mientras que el último se utiliza principalmente en productos profesionales como el MacBook Pro y Mac Pro. Sin embargo, las revisiones más recientes de las iMac, iPad, iPhone e iPod han adoptado el aluminio de la línea profesional con elegantes elementos negros. Apple fue tan lejos como para desarrollar un proceso de molienda de agua unibody con el fin de lograr líneas agudas y curvas elegantes, así como la estabilidad estructural de extremo a extremo de sus productos de aluminio. Ambas miradas usan a menudo formas básicas rectilíneas modificadas con ligeros contornos y bordes redondeados.

## Diseñadores de Apple
| Diseñadores          | Fechas               |
| -------------------- | -------------------- |
| Bill Dresselhaus     | 1979–1983            |
| Terry Oyama          | 1980–1983            |
| Rob Gemmell          | 1981–1985            |
| Hartmut Esslinger    | 1982–1989            |
| Richard Jordan       | 1978–1990            |
| Jim Stewart          | 1980–1984, 1987–1994 |
| Robert Brunner       | 1989–1997            |
| Kazuo Kawasaki       | 1990–1991            |
| Masamichi Udagawa    | 1992–1995            |
| Sir Jonathan Ive     | 1992–present         |
| Christopher Stringer | 1997–2017            |
| Shin Nishibori       | 2002–2012            |
| Marc Newson          | 2014–present         |

- Datos: Q4781185